# Jaroslav Kovanda
Jaroslav Kovanda (* 26. února 1941 Zlín) je český básník a publicista. Žije ve Zlíně.

## Život a dílo
Vystudoval jedenáctiletku v Gottwaldově a Uměleckoprůmyslovou školu v Uherském Hradišti. Pracoval jako učitel, korektor, kulisák, topič, jevištní mistr a scénograf.
V letech 1997–2006 vydával a byl šéfredaktorem časopisu pro současnou poezii Psí víno. Kromě literatury se věnuje malířství, sochařství a typografické práci. Několikrát samostatně vystavoval.

## Dílo
- Milý bratranče, Nakladatelství OKS, 1990
- Zlínská osma, Nakladatelství ZUŠ, 1995
- Osiny, vlastní náklad, 1996
- Za oknem Erben, Nakladatelství HOST, 1999, ISBN 80-86055-77-9 – básnická sbírka
- Legenda o Svedrupovi, Nakladatelství Votobia, 2000, ISBN 80-7198-432-9 – básnická sbírka
- Odpolední klid, Nakladatelství HOST, 2001, ISBN 80-7294-009-0 – básnická sbírka
- Nebe nad kantýnou, Nakladatelství Ottobre 12, 2002, ISBN 80-86528-15-4 – básnická sbírka
- Chlapec hrající si s krabem, Nakladatelství MaPa, 2004, ISBN 80-903245-2-5 – básnická sbírka
- Žádný žebř, Nakladatelství Votobia, 2005, ISBN 80-7220-233-2 – básnická sbírka
- Výlet na Kost, Nakladatelství Protis, 2007, ISBN 978-80-85940-98-5 – básnická sbírka
- Nejaký Jura Vičík, Nakladatelství Muzejní společnost ve Valašských Kloboukách, 2008, ISBN 978-80-254-1886-4 – próza
- Pulec šavlozubý. Reportáž psaná na zahrádce, Nakladatelství Artes Liberales, 2009, ISBN 978-80-254-5132-8 – próza
- S jazykem od inkoustu, Nakladatelství Kniha Zlín, 2010, ISBN 978-80-87497-00-5 – fejetony a jiné texty
- Gumový betlém, Nakladatelství Torst, 2010, ISBN 978-80-7215-390-9 – román, [1]

## Ocenění
Kovandův román Gumový betlém byl v roce 2011 nominován na literární Cenu Josefa Škvoreckého.